# Ciulim

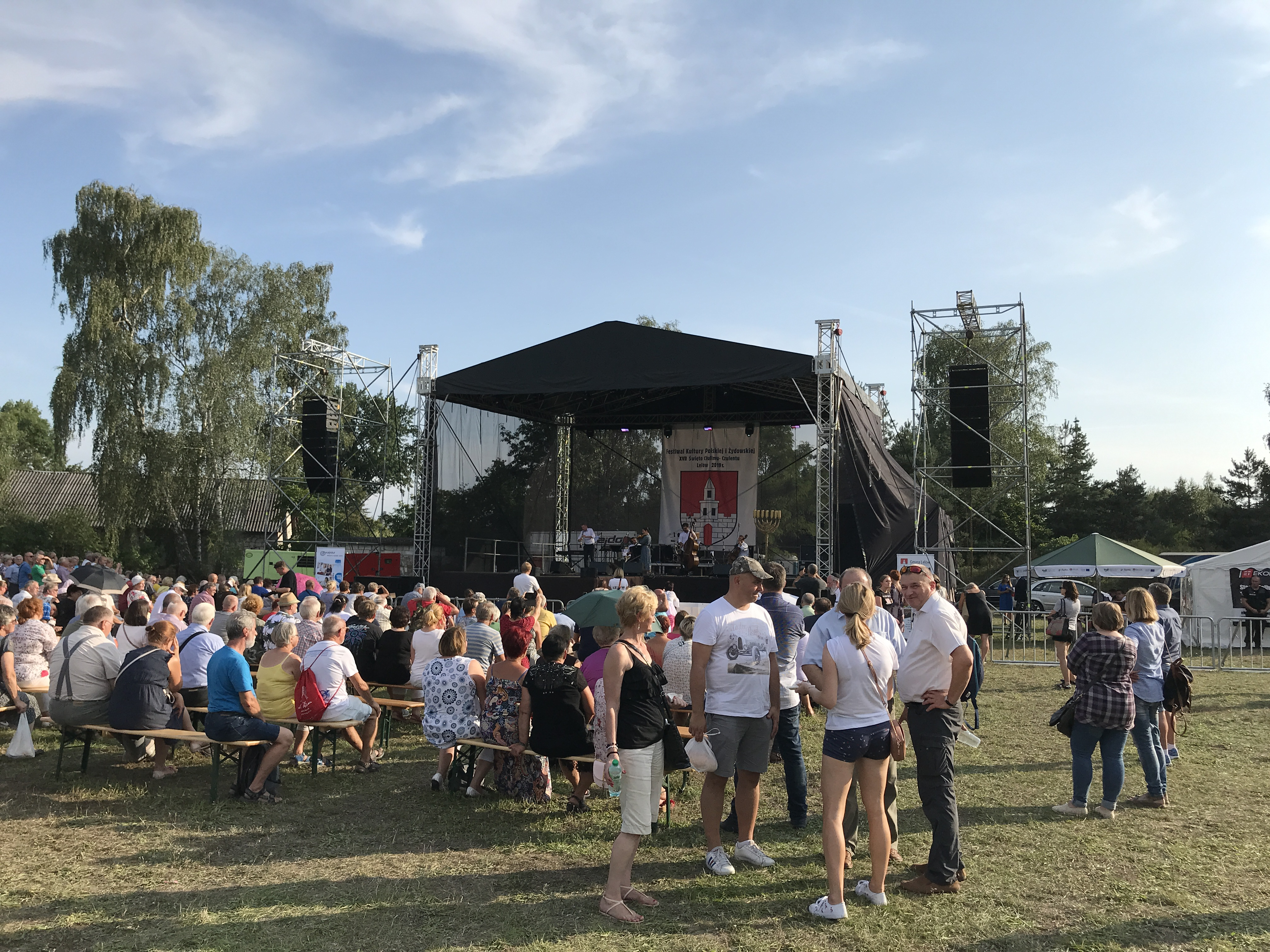
Koncert zespołu Etnos Ensemble podczas XVII Święta Ciulimu-Czulentu w Lelowie

Ciulim – potrawa kuchni polskiej inspirowana kuchnią żydowską, będąca odpowiednikiem czulentu.
Przyrządzana z okazji świąt na bazie ziemniaków, mięsa i przypraw. Danie spożywano w okresie Bożego Narodzenia i Wielkanocy, co miało świadczyć o dużej pobożności.
Od 2003 roku w sierpniu w Lelowie (powiat częstochowski) odbywa się coroczne święto ciulimu i czulentu (od 2013 jako impreza trzydniowa, w której uczestniczy nawet do 10 tys. osób). Oprócz degustacji obu potraw (nie są one identyczne) towarzyszą mu występy artystyczne wraz z innymi atrakcjami.